# Xavier de Colla de Pradines
Xavier-Théodore-Joseph-Rambaud de Colla de Pradines, né aux Martigues le 24 novembre 1761, est un juriste français.

## Biographie
Il est le fils de Barthélemy de Colla, seigneur de Pradines, Vauroux et autres lieux, conseiller en la Chambre des comptes, aides et finances de Provence, intendant de Corse et conseiller honoraire au parlement de Provence, et d'Aimare Thérèse Gabrielle de Cymon de Beauval.
Xavier de Colla de Pradines, fut reçu le 13 avril 1782, conseiller au Parlement de Provence, en la charge de Joseph-Louis de Lisle Roussillon. Il fut enseveli au cimetière commun de Pise, paroisse de San-Pierrino le 19 novembre 1791.